# Чуваський Куганак
Чува́ський Кугана́к (рос. Чувашский Куганак, башк. Сыуаш-Ҡуғанаҡ) — присілок у складі Стерлітамацького району Башкортостану, Росія. Входить до складу Красноярської сільської ради.
Населення — 213 осіб (2010; 179 в 2002).
Національний склад:
- чуваші — 68%